# 오보케역
오보케역(일본어: 大歩危駅)은 일본 도쿠시마현 미요시시에 있는 시코쿠 여객철도 도산 선의 역이다. 역 번호는 D27이며. 단선과 섬식의 형태를 합친 복합 구조의 철도 역사이다.

## 타는 곳
| 1 · 2 · 3 | ■ 도산 선 | (상행) | 아와이케다 · 고토히라 · 다카마쓰 · 오카야마 방면  |
| 1 · 2 · 3 | ■ 도산 선 | (하행) | 도사야마다 · 고멘 · 고치 · 나카무라 · 스쿠모 방면 |

## 이용 현황
| 연도     | 하루 평균 승차 인원 | 연도     | 하루 평균 승차 인원 |
| 1995년도 | 172                 | 2003년도 | 133                 |
| 1996년도 | 175                 | 2004년도 | 115                 |
| 1997년도 | 171                 | 2005년도 | 110                 |
| 1998년도 | 178                 | 2006년도 | 100                 |
| 1999년도 | 156                 | 2007년도 | 103                 |
| 2000년도 | 145                 | 2008년도 | 98                  |
| 2001년도 | 152                 | 2009년도 | 89                  |
| 2002년도 | 150                 |          |                     |
| -------- | ------------------- | -------- | ------------------- |

## 역 주변
- 국도 제32호선

## 역사
- 1935년 11월 28일 : 아와아카노역(일본어: 阿波赤野駅)으로서 개업.
- 1950년 10월 1일 : 오보케역으로 개칭.
- 1987년 4월 1일 : 민영화에 의해, 시코쿠 여객철도로 이관.

## 인접 정차역
| 시코쿠 여객철도 도산 선 | 시코쿠 여객철도 도산 선 | 시코쿠 여객철도 도산 선     |
| ----------------------- | ----------------------- | --------------------------- |
| D 26 고보케 다도쓰 방면 | 도산 선                 | 도사이와하라 D 28 고치 방면 |